# آمینیا (شهرک)، نیویورک
آمینیا، نیویورک (به انگلیسی: Amenia, New York) یک شهرک در ایالات متحده آمریکا است که در ایالت نیویورک واقع شده‌است.

## خصوصیات
آمینیا ۱۱۲٫۸ کیلومترمربع مساحت و ۴٬۴۳۶ نفر جمعیت دارد و ۱۷۳ متر بالاتر از سطح دریا واقع شده‌است.